# Мурава
Мурава (біл. вёска Мурава) — село в складі Березинського району Мінської області, Білорусь. Село підпорядковане Ушанській сільській раді, розташоване в східній частині області.